# Autechaux-Roide
Autechaux-Roide è un comune francese di 586 abitanti situato nel dipartimento del Doubs nella regione della Borgogna-Franca Contea.

## Storia

### Simboli
Nel 1822 sul fiume Roide esistevano 6 mulini e una segheria e nel 1852 13 mulini, simboleggiati dalla ruota dello stemma.

## Società

### Evoluzione demografica
Abitanti censiti